# Provincia di Copperbelt
La provincia di Copperbelt (ufficialmente Copperbelt Province in inglese) è una provincia dello Zambia. Insieme all'Alto Katanga zairese costituisce quella che internazionalmente è nota come la regione mineraria del Copperbelt.

## Distretti
La provincia è suddivisa nei seguenti distretti:
| Distretto     | Superficie km² |
| ------------- | -------------- |
| Chililabombwe | 1 019          |
| Chingola      | 1 731          |
| Kalulushi     | 1 031          |
| Kitwe         | 807            |
| Luanshya      | 927            |
| Lufwanyama    | 11 360         |
| Masaiti       | 3 680          |
| Mpongwe       | 8 327          |
| Mufulira      | 1 272          |
| Ndola         | 954            |